# خط أنابيب قطر وتركيا
خط أنابيب قطر وتركيا هو خط أنابيب غاز طبيعي مقترح يمتد من حقل غاز الشمال شمال قطر إلى تركيا، حيث يمكن بعد ذلك ربطه مع خط أنابيب نابوكو لتزويد تركيا والزبائن الأوروبيين بالغاز.
لكن سوريا رفضت ٱقتراح قطر  حماية لمصالح حليفتها روسيا أكبر مورد للغاز الطبيعي في أوروبا.
في عام 2012 اقترح محلل استشهدت به الوكالة القومية المشتركة للأنباء الإيطالية العالمية  أنسا  أن مشاركة دولة قطر في الحرب الأهلية السورية راجعة في جزء منها إلى رغبتها في بناء خط أنابيب إلى تركيا عبر سوريا حيث قال :
ومن المحتمل في عام 2025 يتم مد الانابيب بعد سيطرة الفصائل المسلحة السورية وتغيير نظام بشار الاسد.
| خط أنابيب قطر وتركيا | {{{1}}} | خط أنابيب قطر وتركيا |